# Caryotypes pandani
Caryotypes pandani là một loài bọ cánh cứng trong họ Bruchidae. Loài này được Blanchard miêu tả khoa học năm 1845.